# Makhtar Gueye
Makhtar Gueye (4 dicembre 1997) è un calciatore senegalese, attaccante del Blackburn.

## Caratteristiche tecniche
È un centravanti.

## Carriera
Cresciuto nel settore giovanile del Saint-Étienne, ha esordito in prima squadra il 19 agosto 2018 disputando l'incontro di Ligue 1 pareggiato 1-1 contro lo Strasburgo proprio grazie ad una sua rete a due minuti dallo scadere.

## Statistiche
Statistiche aggiornate al 31 marzo 2019.

### Presenze e reti nei club
| Stagione        | Squadra         | Campionato      | Campionato | Campionato | Coppe nazionali | Coppe nazionali | Coppe nazionali | Coppe continentali | Coppe continentali | Coppe continentali | Altre coppe | Altre coppe | Altre coppe | Totale | Totale | Totale |
| Stagione        | Squadra         | Comp            | Pres       | Reti       | Comp            | Pres            | Reti            | Comp               | Pres               | Reti               | Comp        | Pres        | Reti        | Pres   | Reti   |        |
| --------------- | --------------- | --------------- | ---------- | ---------- | --------------- | --------------- | --------------- | ------------------ | ------------------ | ------------------ | ----------- | ----------- | ----------- | ------ | ------ | ------ |
| 2017-2018       | Saint-Étienne 2 | N3              | 8          | 3          |                 | -               | -               |                    | -                  | -                  |             | -           | -           | 8      | 3      |        |
| 2018-2019       | Saint-Étienne 2 | N2              | 13         | 5          |                 | -               | -               |                    | -                  | -                  |             | -           | -           | 13     | 5      |        |
| 2018-2019       | Saint-Étienne   | L1              | 4          | 0          | CF+CdL          | 0               | 0               |                    | -                  | -                  |             | -           | -           | 4      | 0      |        |
| Totale carriera | Totale carriera | Totale carriera | 25         | 9          |                 | 0               | 0               |                    | -                  | -                  |             | -           | -           | 25     | 9      |        |